# 陸懋宗
陸懋宗（？年—？年），字雲孫，行三，江蘇省常熟縣人，晚清翰林、書法家。
咸豐十年（1860年）庚申恩科進士，選庶吉士，歷官翰林院編修、武英殿協修、國史館協修。